# John Paul McCann
John Paul McCann va ser un jugador de polo irlandès que el 1908 va prendre part en els Jocs Olímpics de Londres, on guanyà la medalla de plata en la competició de polo, com a integrant de l'equip Ireland. En aquest equip també hi competien Percy O'Reilly, John Hardress Lloyd i Auston Rotheram, tots com a membres de l'equip britànic.